# Jiří Kavan
Jiří Kavan (* 11. Dezember 1943 in Olmütz; † 14. Juni 2010 ebenda) war ein tschechischer Handballspieler, der 1972 und 1976 bei den Olympischen Spielen angetreten ist.
1972 gewann er bei den Olympischen Spielen mit seiner Mannschaft die Silbermedaille. Er spielte in allen sechs Spielen und erzielte dabei fünfzehn Tore.
1976 wurde er mit seiner Mannschaft Siebter. Er spielte in vier Spielen mit und warf neun Tore.